# Synagoge (Čáslav)

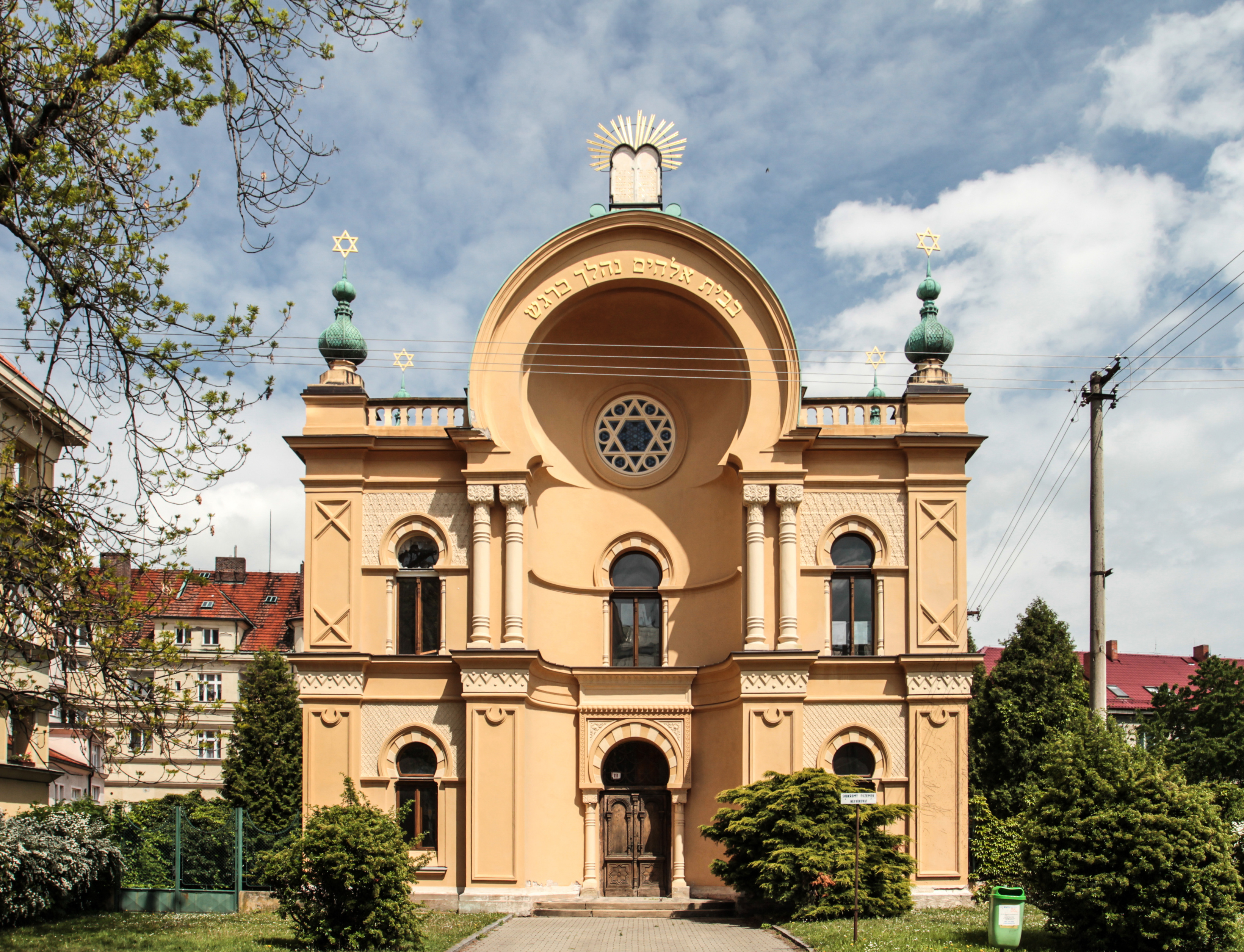
Synagoge in Čáslav

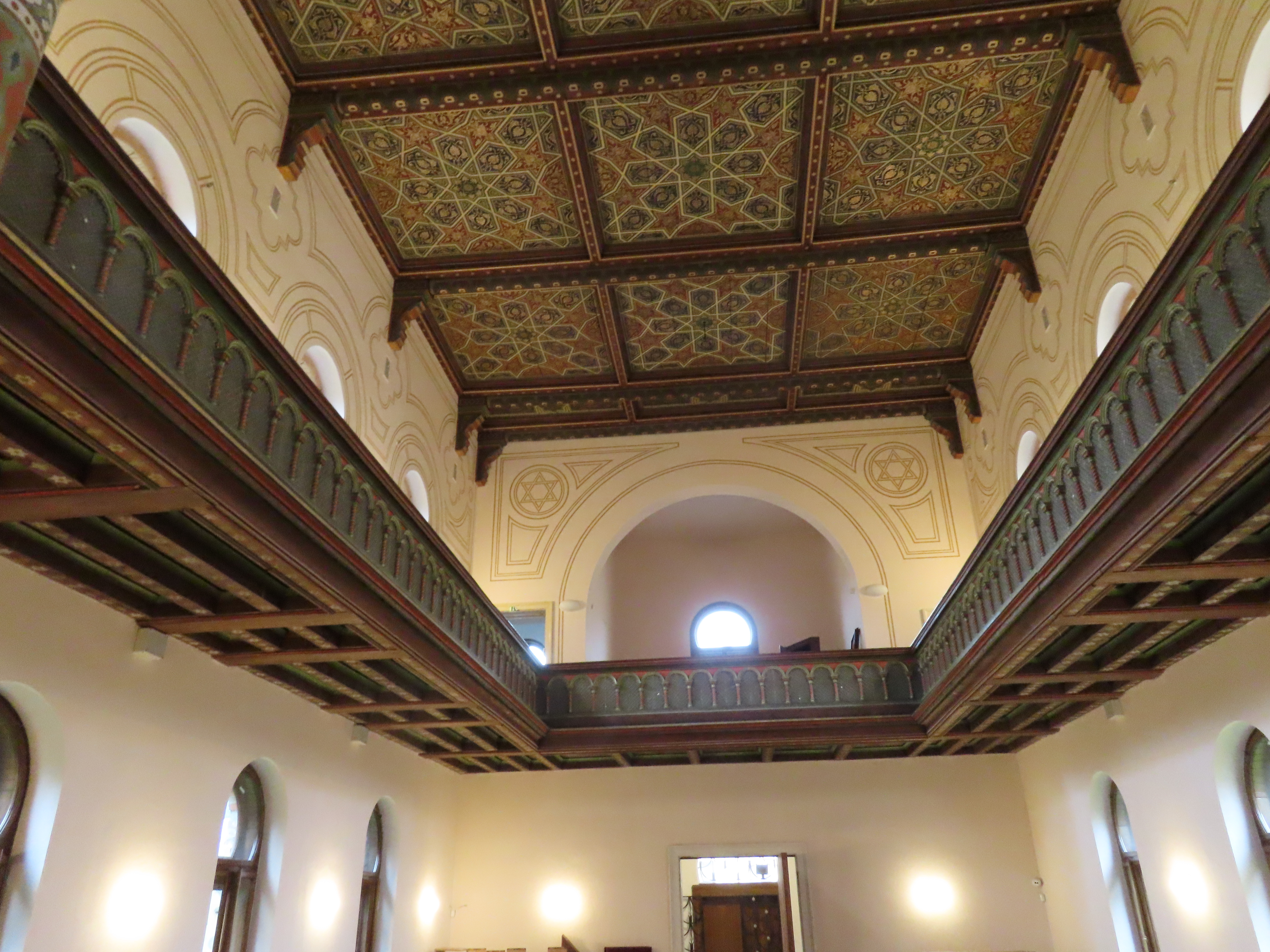
Empore und Decke

Die Synagoge in Čáslav (deutsch Tschaslau oder Czaslau), einer tschechischen Stadt im mittelböhmischen Okres Kutná Hora, wurde von 1897 bis 1899 errichtet. Die profanierte Synagoge ist seit 1988 ein geschütztes Kulturdenkmal.

## Geschichte
Die Synagoge im maurischen Stil mit Ornamentmalereien im Inneren wurde nach Plänen des Wiener Architekten Wilhelm Stiassny erbaut. Die hölzerne Kassettendecke und die Frauenempore sind erhalten.
Nach dem Zweiten Weltkrieg wurde das Synagogengebäude zunächst als Verkaufsraum genutzt. Von 1970 bis circa 1990 war eine Kunstgalerie im Gebäude eingerichtet.
Nach der politischen Wende in Tschechien ging die Synagoge in das Eigentum der Jüdischen Gemeinde Prag über. Im Jahr 2011 wurde die Restaurierung der Synagoge abgeschlossen.